# Belén López (ciclista)
Belén López Morales (Rota, Cádiz, 18 de abril de 1984) es una exciclista española, profesional entre los años 2009 y 2022.

## Biografía

### Inicios
En sus años en la categoría cadete (15 y 16 años), logró triunfos en los Campeonatos de España de ruta (en el año 2000), además de cuatro títulos en pista, obtenidos en las pruebas de 500 metros (dos veces), de velocidad (en 1999) y en persecución individual (en 2000). También consiguió platas en las modalidades de puntuación (1999) y velocidad (2000), y bronces en persecución individual (1999) y puntuación (2000), y en ruta en el año 1999. Además, se proclamó campeona de Andalucía en ruta y en pista en todas las modalidades durante esas dos temporadas.
Durante sus dos temporadas en la categoría juvenil (17 y 18 años) hizo su primera aparición internacional, con la disputa de una prueba de la Copa de las Naciones de pista en Aigle (Suiza), en la que fue cuarta en el keirin. A nivel nacional, fue campeona de España de velocidad en su primer año, y de 500 metros en su segundo. Además disputó el Campeonato de España de velocidad y keirin de categoría absoluta, logrando el título en ambos. En la carretera, fue tercera en el Campeonato de España de 2002 y ganó las carreras de Játiva (Valencia) y Onda (Castellón) de la Copa de España.

### Sub-23
Durante sus años en la categoría sub-23, mantuvo su participación en pruebas de pista, compaginándolo con su calendario de carretera. En 2003 fue campeona de España de velocidad y keirin, y plata en 500 metros, puntuación, persecución individual y scratch. Además hizo su debut en el Campeonato de Europa de pista, algo que repetiría también en 2004 y 2005. En 2004 fue bronce élite en velocidad y keirin, además de obtener la victoria en la Copa de España de pista. En 2005 repitió triunfo en la Copa de España de pista, fue plata élite en puntuación y bronce élite en velocidad y eliminación. Su mayor éxito internacional ese año fue el séptimo puesto en el keirin del Campeonato de Europa. En la carretera, logró la clasificación general de la Copa de España sub-23 en 2005 y 2006, además del segundo puesto élite en 2006. Fue parte de la Real Federación Española de Ciclismo en los Campeonatos de Europa de 2004 y 2005, y en el Giro Donne y varias pruebas de la Copa del Mundo.

### Primeros años como profesional
Tras haber militado durante 2007 en el conjunto amateur Comunitat Valenciana con el que había conseguido el segundo puesto en la Copa de España y victoria en la prueba de la Casa de Campo de Madrid, en 2009 dio el salto al profesionalismo de la mano del equipo de nueva creación Lointek. Durante los primeros años en el equipo vasco, donde compaginaba la bicicleta con ser profesora de Biología de instituto, sus mejores resultados solo llegaron en carreras nacionales, como la plata de 2009 en los Campeonato de España en Ruta y los bronces en 2011 y 2012 Contrarreloj así como en las carreras de Humilladero, Málaga y Elorrio (Vizcaya) (en 2009) y Madrid (en 2010) de la Copa de España; pese a ello se ganó la plaza para disputar con la selección española los mundiales de 2009, 2010 y 2011. También hizo alguna incursión en el BTT, ganando la prueba Telemark Helten de Helterittet (Noruega).

### 2013: destacando en el extranjero
En 2013 se produjo un cambio en la dirección deportiva de Lointek, entrando Jorge Sanz a dirigir el equipo, lo que permitió que disputaran un mayor número de carreras, pero de menor nivel, en las que ella destacó notablemente al no ser profesora durante ese año. La ciclista andaluza logró hacer puestos dentro del top ten en pruebas como la Vuelta a Costa Rica, el Tour de Lemosín o el Tour de Languedoc-Rosellón. En la Durango-Durango Emakumeen Saria fue 11.ª y en la otra carrera profesional vasca, la Emakumeen Bira, 12.ª. Además, volvió a formar parte de la selección española en los Mundiales tras su ausencia en 2012. A nivel nacional, ganó la Copa de España y la carrera de Cervera de Pisuerga (Palencia), y el Trofeo Euskaldun, además de tres de sus carreras.

### 2014: Vuelta a las aulas
En la temporada 2014 volvió a ejercer como profesora de Biología en el instituto IES Jaroso, por lo que no pudo disputar tantas pruebas e internacionalmente no logró destacar.
En el 2018 ejerció como profesora en el IES Carlos III. Pese a ello, se impuso en la clasificación general de la Copa de España ganando las pruebas de Villamediana de Iregua (La Rioja), Zamora y Játiva (Valencia). En el Campeonato de España de contrarreloj fue segunda, lo que le valió para ser seleccionada para disputar en septiembre el Mundial Contrarreloj en Ponferrada.
En 2015 mostró su descontento por las pocas facilidades para compaginar el ciclismo con su trabajo ante las pocas esperanzas de poder acudir a los Juegos Olímpicos de Río de Janeiro 2016. Poco después se mostró muy decepcionada al no contar con ella para la Selección de España -dando por concluidas sus pocas opciones de ir a al cita olímpica-; situación similar a la vivida por Anna Ramírez. La última convocatoria de Belén por parte de la selección española fue en el mencionado Mundial Contrarreloj 2014 y fuera de un mundial nunca ha sido convocada a pesar de haber ganado la Copa de España en 3 ocasiones.
El 9 de junio de 2022, anuncia su retirada del ciclismo profesional, tras haber disputado ese mismo año la primera edición de la Vuelta a Andalucía femenina.

## Palmarés
2009
- 2.ª en el Campeonato de España en Ruta

2011
- 3.ª en el Campeonato de España Contrarreloj

2012
- 3.ª en el Campeonato de España Contrarreloj

2013
- 3.ª en el Campeonato de España Contrarreloj

2014
- 2.ª en el Campeonato de España Contrarreloj

2015
- Vuelta a Burgos Féminas

## Resultados en Grandes Vueltas y Campeonatos del Mundo
Durante su carrera deportiva ha conseguido los siguientes puestos en las Grandes Vueltas femeninas y en los Campeonatos del Mundo en carretera:
| Carrera              | Carrera              | 2008 | 2009 | 2010 | 2011  | 2012 | 2013 | 2014 | 2015 | 2016 | 2017 | 2019 | 2020 | 2021 | 2022 |
| -------------------- | -------------------- | ---- | ---- | ---- | ----- | ---- | ---- | ---- | ---- | ---- | ---- | ---- | ---- | ---- | ---- |
|                      | Giro de Italia       | 84.ª | —    | —    | —     | —    | —    | —    | —    | —    | —    | —    | —    | —    | —    |
|                      | Tour de l'Aude       | —    | —    | —    | X     | X    | X    | X    | X    | X    | X    | X    | X    | X    | X    |
|                      | Grande Boucle        | —    | 24.ª | X    | X     | X    | X    | X    | X    | X    | X    | X    | X    | X    | X    |
|                      | Vuelta a España      | X    | X    | X    | X     | X    | X    | X    | Ab.  | 55.ª | —    | 47.ª | 53.ª | —    | —    |
| Mundial en Ruta      | Mundial en Ruta      | —    | Ab.  | 76.ª | 112.ª | —    | Ab.  | —    | —    | —    | —    | —    | —    | —    | —    |
| Mundial Contrarreloj | Mundial Contrarreloj | —    | —    | 33.ª | —     | —    | —    | 32.ª | —    | —    | —    | —    | —    | —    | —    |

—: no participa

Ab.: abandono

X: ediciones no celebradas

La Vuelta a España Femenina conocida como Challenge by La Vuelta de 2015 a 2022.

## Equipos
- Lointek (2009-2017)
  - Lointek (2009-2014)
  - Lointek Team (2015-2017)
- Massi-Tactic Women Team (2019-2022.06.09)